# Saint-Denis-d’Oléron
Saint-Denis-d’Oléron település Franciaországban, Charente-Maritime megyében. Lakosainak száma 1346 fő (2022. január 1.). Saint-Denis-d’Oléron Saint-Georges-d’Oléron és La Brée-les-Bains községekkel határos.

## Népesség
A település népessége az elmúlt években az alábbi módon változott:
| Lakosok száma | 901  | 1004 | 1107 | 1172 | 1361 | 1353 | 1320 | 1283 | 1297 | 1346 |
|               | 1968 | 1982 | 1990 | 2006 | 2013 | 2015 | 2017 | 2019 | 2020 | 2022 |